# Auły
Auły (ukr. Аули) – osiedle typu miejskiego na Ukrainie, w obwodzie dniepropetrowskim, w rejonie kamjańskim, w hromadzie Krynyczky. W 2001 liczyło 4345 mieszkańców, spośród których 4164 wskazało jako ojczysty język ukraiński, 173 rosyjski, 1 białoruski, 6 ormiański, a 1 osoba się nie zadeklarowała.